# Comuna urbană Tuzi
Comuna urbană Tuzi (în muntenegreană Gradska opština Tuzi, Градска општина Тузи) este o subdiviziune administrativă (comună urbană) a Municipiului Podgorica.

## Localități
Comuna urbană Tuzi este formată din 40 de localități : Arza, Barlaj, Benkaj, Budza, Vladni, Vranj, Vuksanlekići, Gornji Milješ, Gurec, Delaj, Dinoša, Donji Milješ, Drešaj, Drume, Dušići, Kotrabudan, Koći, Krševo, Rakića Kuće (denumire alternativă: Kuće Rakića), Lovka, Mužeška (denumire alternativă: Mužečka), Nabon (denumire alternativă: Nabojin), Nikmaraš (denumire alternativă: Nik Maraš), Omerbožovići, Pikalj, Podhum (denumire alternativă: Pothum), Prifti, Skorać, Spinja, Stjepovo, Sukuruć, Trabojin (denumire alternativă: Traboin), Tuzi, Helmnica (denumire alternativă: Helmica), Cijevna, Selište, Gornja Selišta, Donja Selišta, Zatrijebač, Pankala și Šipčanik